# Donald Dupree
Donald Dupree (n. 10 februarie 1919, Saranac Lake⁠(d), comitatul Essex, New York, SUA – d. 1 mai 1993, Saranac Lake⁠(d), comitatul Essex, New York, SUA) a fost un bober ce a reprezentat Statele Unite ale Americii, medaliat olimpic. A participat la o ediție a Jocurilor Olimpice (1948) în care a câștigat o medalie de bronz.